# Glenelg Highway
Der Glenelg Highway ist eine Fernstraße im Südwesten des australischen Bundesstaates Victoria und im Südosten von South Australia. Er verbindet den Princes Highway in Murrawa, östlich von Mount Gambier, mit dem Midland Highway in Ballarat. Der größte Teil des Highways liegt in Victoria, nur ein etwa 15 km langes Stück östlich von Mount Gambier verläuft über das Territorium von South Australia. In einigen Karten ist dieser Abschnitt als Casterton Road bezeichnet.

## Verlauf
7 km östlich des Stadtzentrums von Mount Gambier zweigt die Casterton Road vom Princes Highway (A1) nach Nordosten ab.und überquert westlich von Ardno die Grenze nach Victoria. Ab Casterton, wo sie den dann namensgebenden Glenelg River überquert, führt sie als Glenelg Highway zunächst noch ein Stück nach Nordosten, um dann nach Südosten abzubiegen.
Bei Hamilton quert er den Henty Highway (A200) und der Hamilton Highway (B140) zweigt nach Südosten ab, während der Glenelg Highway nach Osten weiterzieht. Im südlichen Teil von Ballarat erreicht er den Midland Highway (A300) und endet.

## Wichtige Kreuzungen und Anschlüsse
| Glenelg Highway |                                    |                               |                                                                 |
| Anschlüsse Richtung Westen | Entfernung nach Mount Gambier (km) | Entfernung nach Ballarat (km) | Anschlüsse Richtung Osten                                       |
| Kreuzung (im Uhrzeigersinn vom Highway aus) Princes Highway nach Portland und Warrnambool Attiwill Road Princes Highway nach Mount Gambier und Adelaide |                                    |                               |                                                                 |
| Ende Casterton Road (Glenelg Highway) | 6                                  | 304                           | Beginn Casterton Road (Glenelg Highway)                         |
| weiter als Casterton Road (Glenelg Highway) | 21                                 | 289                           | weiter als Glenelg Highway                                      |
| SOUTH AUSTRALIA STAATSGRENZE VICTORIA |                                    |                               |                                                                 |
| Penola, Robe Casterton-Penola Road | 64                                 | 246                           | Penola Casterton-Penola Road                                    |
| Naracoorte Casterton-Naracoorte Road | 67                                 | 243                           | Casterton                                                       |
| Casterton | 67                                 | 243                           | Naracoorte Casterton-Naracoorte Road                            |
| Portland Portland-Casterton Road | 69                                 | 241                           | Portland Portland-Casterton Road                                |
| Edenhope Casterton-Edenhope Road | 74                                 | 236                           | Edenhope Casterton-Edenhope Road                                |
| Balmoral, Harrow, Nhill Coleraine-Balmoral Road | 95                                 | 215                           | Balmoral, Harrow, Nhill Coleraine-Balmoral Road                 |
| Merino Coleraine-Merino Road | 97                                 | 213                           | Coleraine                                                       |
| Coleraine | 97                                 | 213                           | Merino Coleraine-Merino Road                                    |
| weiter als | 127.5                              | 182.5                         | Horsham, Mildura Henty Highway                                  |
| Horsham, Mildura Henty Highway | 127.5                              | 182.5                         | zusammen mit                                                    |
| zusammen mit | 130                                | 180                           | Heywood, Portland Henty Highway                                 |
| Heywood, Portland Henty Highway | 130                                | 180                           | weiter als                                                      |
| zur Portland; Dartmoor Dartmoor-Hamilton Road | 131                                | 179                           | Hamilton                                                        |
| Hamilton | 131                                | 179                           | Dartmoor Dartmoor-Hamilton Road                                 |
| EISENBAHNLINIE NACH PORTLAND | 132                                | 178                           | EISENBAHNLINIE NACH PORTLAND                                    |
| Mortlake, Warrnambool Hamilton Highway | 134                                | 176                           | Mortlake, Warrnambool, Geelong Hamilton Highway                 |
| EISENBAHNLINIE NACH PORTLAND | 155                                | 155                           | EISENBAHNLINIE NACH PORTLAND                                    |
| Penshurst Penshurst-Dunkeld Road | 160                                | 150                           | Penshurst Penshurst-Dunkeld Road                                |
| Cavendish, Balmoral Dunkeld-Cavendish Road | 160                                | 150                           | Cavendish Dunkeld-Cavendish Road                                |
| Halls Gap, Stawell Grampians Road | 163                                | 147                           | Dunkeld                                                         |
| Dunkeld | 163                                | 147                           | Halls Gap, Stawell Grampians Road                               |
| Ararat Maroona-Glenthompson Road | 181                                | 129                           | Glenthompson                                                    |
| Glenthompson | 181                                | 129                           | Ararat, Avoca, Castlemaine Maroona-Glenthompson Road            |
| EISENBAHNLINIE NACH PORTLAND | 183                                | 127                           | EISENBAHNLINIE NACH PORTLAND                                    |
| Mortlake, Ararat Mortlake-Ararat Road | 210                                | 100                           | Lake Bolac                                                      |
| Lake Bolac | 210                                | 100                           | Ararat, Mortlake Mortlake-Ararat Road                           |
| EISENBAHNLINIE WESTERN STANDARD GAUGE | 222                                | 88                            | EISENBAHNLINIE WESTERN STANDARD GAUGE                           |
| Ararat Rossbridge-Streatham Road | 231                                | 79                            | Ararat Rossbridge-Streatham Road                                |
| weiter als | 258                                | 52                            | Beaufort Skipton Road                                           |
| Beaufort Skipton Road | 258                                | 52                            | zusammen mit                                                    |
| zusammen mit | 258.5                              | 51.5                          | Skipton                                                         |
| Lismore Lismore-Skipton Road | 258.5                              | 51.5                          | Lismore Lismore-Skipton Road                                    |
| Skipton | 258.5                              | 51.5                          | weiter als                                                      |
| Rokewood Rokewood-Skipton Road | 259                                | 51                            | Rokewood, Geelong Rokewood-Skipton Road                         |
| Lismore Lismore-Scarsdale Road | 287                                | 23                            | Lismore Lismore-Scarsdale Road                                  |
| Wendouree über Ortsumgehung Delacombe-Wendouree Road | 304                                | 6                             | Wendouree, Melbourne über Ortsumgehung Delacombe-Wendouree Road |
| Beginn Glenelg Highway | 307                                | 3                             | Sebastopol                                                      |
| Beginn Glenelg Highway | 307                                | 3                             | Ende Glenelg Highway                                            |
| Kreisverkehr (im Uhrzeigersinn vom Highway aus) Midland Highway to Stadtzentrum Ballarat und Bendigo Sayle Street Midland Highway nach Geelong          |                                    |                               |                                                                 |